# Giragos I (ormiański patriarcha Konstantynopola)
Giragos I (ur. ?, zm. ?) – w latach 1641–1642 21. ormiański Patriarcha Konstantynopola.